# Арей I
Арей I (др.-греч. Ἀρεύς Α΄; погиб в 265 до н. э.) — спартанский царь из династии Агиадов, внук царя Клеомена II. Правил в Лакедемоне в 309—265 годах до н. э.

## Биография

### Восхождение на престол
У царя Клеомена II было двое сыновей — старший Акротат и младший Клеоним. Акротат вёл разгульную жизнь и умер раньше своего отца. Когда позднее умер сам Клеомен, то из-за царской власти вступили в спор Клеоним (младший сын Клеомена) и Арей (сын Акротата и внук Клеомена). Клеоним был властолюбивым и корыстным человеком и уважением среди спартанцев не пользовался. Суд геронтов постановил, что в силу наследственных прав царская власть должна принадлежать Арею, а не Клеониму. Клеоним, отстранённый от царской власти, был в ярости. Чтобы смягчить гнев Клеонима, эфоры поручили ему командование над отрядом наёмников и отправили на помощь тарентинцам в Италию, подальше от Спарты.

### Царствование
После смерти последних диадохов — Лисимаха и Селевка в 281 году до н. э. — война за власть в эллинистическом мире разгорелась с новой силой. В основном среди наследников диадохов: Птолемеем II Керавном, Антиохом I Сотером и Антигоном II Гонатом. Арей принимал активное участие в сражениях против Антигона и его союзников, мечтая вернуть Спарте её величие в Греции.
В 272 году до н. э. в Лакедемон вторглась армия царя Пирра по просьбе Клеонима, который не простил Спарте своих обид. Армия эпиротов состояла из двадцати пяти тысяч пехотинцев, двух тысяч всадников и двадцати четырех слонов. Уже сама многочисленность этого войска ясно показывала, что Пирр хочет приобрести не Спарту для Клеонима, а весь Пелопоннес для себя. Когда началось вторжение, Арей I отсутствовал, так как он отправился на Крит, для оказания помощи гортинцам. Защитой города активно занимался его сын Акротат. Арей успел вернулся с армией спартанцев и критян, тем самым усилив гарнизон города. Несколько раз армия Пирра безуспешно штурмовала город. Спартанцы готовились к решительной битве, но Пирр отвлекся на борьбу с Антигоном II Гонатом за город Аргос и отправился со своим войском туда. Арей поспешил вслед за ним и принял участие в ночном сражении на улицах Аргоса. В этом бою эпирский царь был убит от меча антигонского воина.
В 267 году до н. э. началась Хремонидова война. Одержав победу над Пирром и окончательно утвердив свою власть в Македонии, Антигон II Гонат приступил к укреплению владычества Македонии над Грецией. Спарта, Афины и ряд других городов совместно выступили против него, а Египет поддержал их своим флотом. В 265 году до н. э. Антигон осадил Афины. Спартанцы, не взирая на опасность, старались оказать афинянам помощь, но Арей отвел назад своё войско под предлогом того, что у него вышло все продовольствие.
Боевые действия 266 года до н. э. развернулись в Аттике, где действовал египетский десант, и под Коринфом, где спартанцы безуспешно пытались прорвать оборону македонян на Истме. В Мегарах против Антигона восстал его отряд галатских наёмников, но Антигон выступил против них со всем войском и разбил в сражении. Победа Антигона внесла замешательство в ряды его противников: спартанцы отказались высадиться в Аттике, вскоре из Аттики эвакуировались и египтяне. В 265 году до н. э. война возобновилась с атаки спартанцев на Коринф. В крупном сражении под Коринфом, где погибли спартанский царь Арей I и сын Антигона Алкионей, македоняне одержали победу и удержали город за собой. Союз пелопоннесских городов стал распадаться.
Между Ареем и первосвященником Онией I был заключён договор о союзе и дружбе. У Иосифа Флавия приводится письмо Арея, где он упоминает о происхождении спартанцев от Авраама.
В 280 году до н. э. Арей начал выпускать монеты, тетрадрахмы аттического типа имитирующие монеты Александра Македонского, но с надписью царя Арея.